# 西藏河流列表
西藏河流列表，列舉全部或部分在西藏自治區境內的河流，並依照流域排列；支流則由河口至源頭排序。

## 印度河水系
- 印度河-森格藏布：跨國河流，中下游位於印度、巴基斯坦，稱印度河。
  - 潘季納德河
    - 萨特莱杰河-朗钦藏布：跨國河流，中下游位於印度、巴基斯坦，稱萨特莱杰河。
      - 司丕提河
        - 帕里曲（扎貢沃普達）：跨國河流，下游位於印控中印爭議區，上游位於印度境內。

  - 什約克河
    - 羌臣摩河：跨國河流，下游位於印度境內，中上游位於中印邊界爭議的阿克賽欽地區。

  - 狮泉河
    - 噶爾藏布

## 恆河水系
- 恆河
  - 賈木納河－布拉馬普特拉河－雅魯藏布江：跨國河流，下游位於印度境內，稱布拉馬普特拉河。
    - 托爾薩河－阿莫曲－康布麻曲：跨國河流，下游位於不丹境內，稱阿莫曲。
    - 瑪納斯河－當梅曲－娘江曲：跨國河流，中游位於印控中印邊界爭議區內，下游位於不丹境內，稱當梅曲。
      - 庫魯曲－洛扎曲：跨國河流，下游位於不丹境內，稱庫魯曲。
      - 達旺曲：跨國河流，下游位於印控中印邊界爭議區內。

    - 卡門河：位於印控中印邊界爭議區內。
    - 蘇班西里河－西巴霞曲：跨國河流，下游位於印控中印邊界爭議區內。
    - 魯希特河－察隅河：跨國河流，下游位於印控中印邊界爭議區內。
    - 丹巴曲：位於印控中印邊界爭議區內。
    - 帕隆藏布
      - 易貢藏布

    - 尼洋曲
    - 雅礱河
    - 拉薩河
    - 年楚河
    - 多雄藏布

  - 戈西河－沙普塔戈西河
    - 阿龍河－朋曲：跨國河流，下游位於尼泊爾境內，稱阿龍河；跨國前最後一段為中、尼界河。
    - 塔馬科西河－絨轄曲：跨國河流，下游位於尼泊爾境內，稱塔馬科西河。
      - 拉不及孔藏布：跨國河流，下游位於尼泊爾境內。
        - 平布藏布：跨國河流，下游位於尼泊爾境內。

    - 桑戈西河－波曲：跨國河流，下游位於尼泊爾境內，稱桑戈西河。

  - 甘達基河－那拉雅尼河
    - 特耳蘇里河－吉隆藏布：跨國河流，下游位於尼泊爾境內，稱特耳蘇里河。
      - 桑青河：跨國河流，下游位於尼泊爾境內；跨國前最後一段為中、尼界河。
      - 布利甘達基河－鬥嘎爾河：跨國河流，下游位於尼泊爾境內，稱布利甘達基河。

  - 加格拉河－格爾納利河－馬甲藏布：跨國河流，下游位於尼泊爾境內，稱格爾納利河。
  - 帕吉勒提河
    - 甲扎崗噶河：印度境內河流，上游位於印控中印邊界爭議區內。

  - 阿勒格嫩達河
    - 道里根加河：印度境內河流，上游位於印控中印邊界爭議區內。
      - 香扎曲：印度境內河流，上游位於印控中印邊界爭議區內。

## 薩爾溫江水系
- 薩爾溫江-怒江
  - 玉曲
  - 姐曲
  - 索曲
  - 下秋曲
  - 那曲

## 湄公河水系
- 湄公河-瀾滄江
  - 昂曲
    - 巴曲：跨省區河流，上游位於青海境內。
    - 吉曲（解曲）：跨省區河流，上游位於青海境內。
      - 木曲：跨省區河流，下游位於青海境內。
      - 松曲：跨省區河流，下游位於青海境內。

  - 扎曲：跨省區河流，上游位於青海境內。
    - 子曲：跨省區河流，上游位於青海境內。

## 長江水系
- 長江
  - 金沙江
    - 熱曲
    - 藏曲

## 內流區

### 注入色林錯
- 扎加藏布
- 紮根藏布
- 波曲藏布

### 注入達則錯
- 波倉藏布
- 那若曲

### 注入塔若錯
- 畢多藏布